# Síndrome de piel escaldada por estafilococo
El síndrome de piel escaldada por estafilococo, SSSS (por sus siglas en inglés), también conocido como enfermedad de Ritter, es una enfermedad dermatológica, causada por distintas especies del género Staphylococcus, principalmente S. aureus.

## Fisiopatología
El síndrome es causado por exotoxinas epidermolíticas (exfoliatinas) A y B, las cuales son liberadas por el estafilococo y causan desprendimiento dentro de la capa epidermal. Una de las exotoxinas es producidas a partir del cromosoma bacteriano, mientras que la otra es producto de un plásmido (en donde la replicación y síntesis de proteínas es independiente del genoma bacteriano). Las exotoxinas son proteasas que rompen la desmogleina-1, la cual normalmente mantiene unidos los estratos granulosos y espinosos de la piel.

## Síntomas
La enfermedad comienza con fiebre, malestar general y eritema, que progresa en unos días con la aparición de múltiples ampollas en cuello, axilas, tronco e ingles, que se rompen fácilmente con el contacto. En algunos casos el paciente puede presentar signo de Nikolski positivo. Entre 2 a 5 días después se inicia una fase de descamación, típicamente descrita en manos y pies.
La enfermedad de Ritter del recién nacido es una forma grave y severa de la misma infección.

## Tratamiento
El tratamiento consiste en el manejo sintomático, además de antibioterapia en contra del estafilicoco, usualmente cloxacilina  (se debe realizar un examen bacteriológico para saber si la cepa de estafilicoco es meticilin resistente, véase SARM).